# Godičevo
Godičevo is een plaats in Slovenië en maakt deel uit van de gemeente Bloke in de NUTS-3-regio Notranjskokraška.